# Laytonsville
Laytonsville – miasto w Stanach Zjednoczonych, w stanie Maryland, w hrabstwie Montgomery.

## Urodzeni w Laytonsville
- Malcolm Miller – koszykarz